# Suryavarman II.

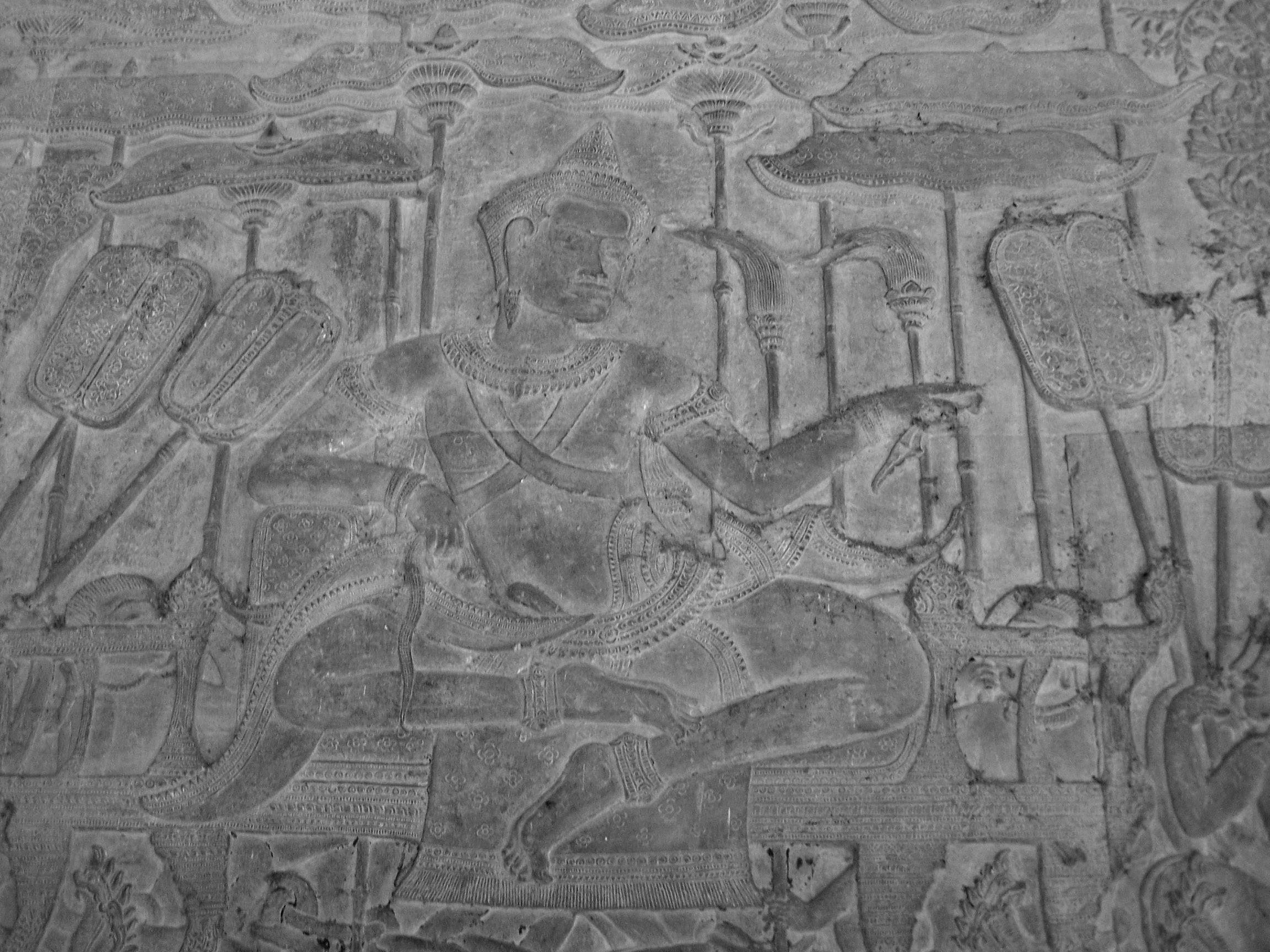
Suryavarman II. auf einem Relief in Angkor Wat

Suryavarman II. (* ca. 1095; † wahrscheinlich 1150) war ein König im Reich der Khmer. Er herrschte von 1113 bis 1150 und war sowohl Feldherr als auch ein Patron der Künste. Es gelang ihm, Kambuja zu einen und die Grenzen zu erweitern.
Suryavarman II., der 1119 offiziell gekrönt wurde, führte erfolgreiche Eroberungsfeldzüge gegen Gebiete im heutigen Thailand bis Myanmar und erweiterte so die Grenzen des Khmer-Reiches. Dadurch gewann er Kontakt zu China und verschaffte sich ein Bündnis mit dem östlich gelegenen Champa. Zusammen mit dem Verbündeten griff Suryavarman II. Đại Việt an. Die Kämpfe gegen Dai Viet verhalfen jedoch nicht zu neuen Eroberungen, deshalb löste der König von Champa das Bündnis zwischen ihm und Suryavarman II. auf. Daraufhin wandte sich Suryavarman gegen die Cham, deren Reich er 1144 besetzen konnte. Das Ende seiner Regierungszeit ist unklar, möglicherweise fiel er bei einem seiner Feldzüge.
Allgemein wird Suryavarman II. die Erbauung von Angkor Wat, dem größten und wichtigsten Tempel von Angkor, zugeschrieben. Im Gegensatz zu seinen Vorgängern widmete sich sein Hof vor allem der religiösen Verehrung Vishnus und nicht Shivas. Historiker sehen in ihm einen der größten Herrscher des Khmerreichs.